# Tejo (môn thể thao)
Tejo (phát âm tiếng Tây Ban Nha: [ˈte.xo]), cũng được biết đến, ít phổ biến hơn, là turmeque (phát âm [tuɾ.ˈme.ke]), là một môn thể thao truyền thống ở Colombia. Rất nhiều giả thuyết đã được đặt ra về nguồn gốc của môn thể thao này, tuy nhiên không có bằng chứng nào thuyết phục cả vì những người Chibcha gốc không có truyền thống truyền khẩu và cũng không có di chỉ khảo cổ giúp xác định nguồn gốc của nó..

## Lịch sử
Hiện không có giả thuyết nào được chấp nhận rộng rã về nguồn gốc của tejo. Thực tế ra những giả thuyết hiện nay trên internet có thể là tưởng tượng, là kết của "word of mouth" hay suy đoán lung tung.
Tuy nhiên, đa số đồng ý rắng môn thể thao này có nguồn gốc từ những thổ dân vùng trung tấm Colombia, nơi mà nó có thể đã được chơi dưới một dạng khác.